# Joe Alwyn
Joe Alwyn, född 21 februari 1991 i Royal Tunbridge Wells i Kent, är en brittisk skådespelare.
Alwyn har bland annat medverkat i TV-serierna A Christmas Carol från 2019 och Conversations with Friends från 2022. Han har även medverkat i filmerna Mary Queen of Scots och The Favourite från 2018.

## Filmografi (urval)
- 2018 – Mary Queen of Scots
- 2018 – The Favourite
- 2019 – A Christmas Carol
- 2021 – Sista brevet från din älskade
- 2022 – Conversations With Friends
- 2024 – Kinds of Kindness
- 2024 – Brutalisten
- 2025 – Hamnet